# قله ابن سینا
قلهٔ ابن سینا یا قلهٔ لنین با ۷٬۱۳۴ متر ارتفاع در مرز کشورهای تاجیکستان و قرقیزستان قرار دارد و دومین قلۀ مرتفع هر دو این کشورهاست.
این قله در سال ۱۸۷۱ کشف شد و ابتدا به یاد کنستانتین فن کاوفمن فاتح فرغانه و فرارود به‌نام قلۀ کافمن معروف شده بود اما از سال ۱۹۲۸م مقامات شوروی آن را به‌نام قلۀ لنین نامگذاری کردند. تاجیکستان در سال ۲۰۰۶م آن را قلۀ ابوعلی ابن سینا (به سیریلیک: қуллаи Абӯалӣ ибни Сино) نامگذاری کرد اما در قرقیزستان همچنان از نام قلۀ لنین استفاده می‌شود.